# Зеленчик палаванський
Зеленчик палаванський (Chloropsis palawanensis) — вид горобцеподібних птахів родини зеленчикових (Chloropseidae).

## Поширення
Ендемік Філіппін. Поширений на островах Палаван, Каламіан, Думаран і Балабак. Трапляється у тропічних низовинних вологих лісах.

## Опис
Птах завдовжки 17,7-18,8 см. Тіло міцної статури. Дзьоб конічний, довгий, ледь зігнутий. Крила заокруглені. Хвіст квадратний. Ноги міцні.
Оперення майже повністю зелене, світліше на грудях та череві. Лоб, щоки та груди лимонно-жовтого кольору. Статевий диморфізм не надто очевидний. Самиці мають менше жовтого кольору. Крім того, у самців є тонке коло синьо-блакитного кольору навколо очей і біля основи дзьоба.

## Спосіб життя
Живе у вологих тропічних лісах з густим пологом. Активний вдень. Трапляється поодинці або під час шлюбного періоду парами. Всеїдний. Живиться комахами та фруктами, інколи нектаром. Інформації про розмноження цих птахів бракує, але вона, напевно, не суттєво відрізняється від того, що можна спостерігати в інших видів родини.